# Kuwait-Cartucho.es
Kuwait-Cartucho.es (código UCI: KCP) fue un equipo ciclista profesional kuwaití de categoría Continental que fue creado en 2017.

## Equipo filial
Tras la entrada de Cartucho.es en 2017 como patrocinador el equipo, EC Cartucho.es se convirtió en su filial.

## Clasificaciones UCI
A partir de 2005 la UCI instauró los Circuitos Continentales UCI, donde el equipo está desde que se creó en 2015, registrado dentro del UCI Asia Tour.

### UCI Asia Tour
| Temporada | Clasificación por equipos | Mejor corredor  | Posición |
| 2017      | 15º                       | Davide Rebellin | 54.º     |

### UCI Europe Tour
| Temporada | Clasificación por equipos | Mejor corredor  | Posición |
| 2017      | 117.º                     | Davide Rebellin | 1014.º   |

### UCI Africa Tour
| Temporada | Clasificación por equipos | Mejor corredor      | Posición |
| 2017      | 10º                       | Salaheddine Mraouni | 9º       |

## Palmarés
Para años anteriores véase:Palmarés del Kuwait-Cartucho.es

### Palmarés 2017

#### Circuitos Continentales UCI
| Fechas           | Circuito             | Carreras                           | Ganador             |
| 20 de febrero    | UCI Asia Tour 2017   | 3.ª etapa del Tour de Filipinas    | Fernando Grijalba   |
| 14 de marzo      | UCI Africa Tour 2017 | 4.ª etapa del Tour de Camerún      | Salaheddine Mraouni |
| 19 de marzo      | UCI Africa Tour 2017 | 8.ª etapa del Tour de Camerún      | Salaheddine Mraouni |
| 12 de abril      | UCI Africa Tour 2017 | 6.ª etapa de la Vuelta a Marruecos | Salaheddine Mraouni |
| 27 de septiembre | UCI Asia Tour 2017   | 1.ª etapa del Tour de Ijen         | Davide Rebellin     |
| 30 de septiembre | UCI Asia Tour 2017   | Tour de Ijen                       | Davide Rebellin     |
| 12 de octubre    | UCI Asia Tour 2017   | 5.ª etapa del Tour de Irán         | Davide Rebellin     |
| 5 de noviembre   | UCI Africa Tour 2018 | Tour de Faso                       | Salaheddine Mraouni |

#### Campeonatos nacionales
| Fechas | Carreras | Ganador |

## Plantilla
Para años anteriores véase:Plantillas del Kuwait-Cartucho.es

### Plantilla 2017
| Nombre                      | Nacimiento | Nacionalidad | Equipo 2016                       |
| Abdulhadi Alajmi            | 02/05/1995 | Kuwait       | Massi-Kuwait Cycling Project      |
| Mohammad Alhattab           | 10/02/1992 | Kuwait       | Neoprofesional                    |
| Khaled Alkhalaifah          | 23/04/1995 | Kuwait       | Massi-Kuwait Cycling Project      |
| Salman Alsaffar             | 26/01/1989 | Kuwait       | Massi-Kuwait Cycling Project      |
| Awet Gebremedhin Andemeskel | 05/02/1992 | Suecia       | Neoprofesional                    |
| Matt Boys                   | 13/11/1989 | Australia    | Team Giant RBS                    |
| Axel Costa                  | 10/10/1994 | España       | Massi-Kuwait Cycling Project      |
| Fernando Grijalba           | 14/01/1991 | España       | Inteja-MMR Dominican Cycling Team |
| José Manuel Gutiérrez       | 05/04/1988 | España       | Neo (Rías Baixas)                 |
| Songezo Jim                 | 17/09/1990 | Sudáfrica    | Dimension Data                    |
| Andreas Keuser              | 14/04/1974 | Alemania     | Massi-Kuwait Cycling Project      |
| Ali Moslim                  | 01/11/1994 | Kuwait       | Massi-Kuwait Cycling Project      |
| Salaheddine Mraouni         | 28/12/1992 | Marruecos    | Neoprofesional                    |
| Davide Rebellin             | 09/08/1971 | Italia       | CCC Sprandi Polkowice             |
| Stefan Schumacher           | 21/07/1981 | Alemania     | Christina Jewelry                 |
| Björn Thurau                | 23/07/1988 | Alemania     | Wanty-Groupe Gobert               |
| Edwin Torres                | 14/02/1997 | Venezuela    | Neo (EC Cartucho-Magro)           |

1. ↑  Hasta el 12 de febrero.
2. ↑  Desde el 12 de febrero.

Stagiaires

Desde el 1 de agosto, los siguientes corredores pasaron a formar parte del equipo como stagiaires (aprendices a prueba).
| Corredor                  | Nacimiento | Nacionalidad | Equipo 2017 |
| ------------------------- | ---------- | ------------ | ----------- |
| Antonio Gómez De La Torre | 15/12/1995 | España       |             |